# نوباء وحلية
نوباء وحلية (الاسم العلمي:Alternaria limicola) هي نوع من الفطريات تتبع جنس النوباء من الفصيلة البوغيانية.